# Intergirl
Intergirl (en ruso: Интердевочка, translit. Interdevochka) es una película dramática soviética de 1989. Está ambientada en Leningrado (San Petersburgo) en la época de perestroika durante los 1980s. La película fue la película soviética más popular en 1989 (41.3 millones de vistas) e hizo una estrella a la actriz protagonista Elena Yakovleva.
Es la adaptación en la pantalla de eponymous story de Vladimir Kunin.

## Trama
Tanya Zaitseva de Leningrado, una enfermera de día y prostituta que atiende a extranjeros por la noche, recibe de pronto una proposición de matrimonio de un cliente sueco . Después de otro altercado con la policía, regresa a su casa para compartir las buenas nuevas con su madre, quien piensa que su hija es tan solo una enfermera. Tanya no oculta el hecho de que no se casa por amor, sino porque quiere tener un apartamento, un coche, dinero y sueña con “ver el mundo con sus propios ojos”. En una conversación con su madre argumenta que la prostitución es propia de todos los oficios, “todos se venden”, pero su madre no puede aceptarlo.
El antiguo cliente de Tanya y ahora prometido, Edvard Larsen, es un pase para Tanya al mundo occidental de los sueños. Sin embargo, la burocracia soviética se interpone: hay algunos requisitos para obtener una visa para Suecia. Necesita recibir un permiso de emigración de su padre, a quien no ve desde hace 20 años. Él le demanda 3.000 rublos a cambio del papeleo -mucho dinero- lo que obliga a Tanya a volver a la prostitución.
Suecia aburre muy rápido a la heroína. Se hace amiga de un camionero ruso que trabajada para "Sovtransavto", a través del cual envía regalos a su madre en Leningrado. Sus “amigos” suecos no olvidan como Tanya se ganaba la vida en la URSS. Ed realmente ama a su mujer, pero siempre le comenta sobre sus hábitos. Tanya es un extraterrestre en un mundo desconocido. Tiene nostalgia y quiere visitar a su madre. Mientras tanto, la prostituta amiga de Tanya menciona durante una conversación por teléfono que abrieron un caso sobre "especulación ilegal de divisas" en Tanya (por especulación ilegal de divisas había otro artículo, con sanciones muy estrictas). Los investigadores acuden a la madre de Tanya y revelan secretos de las ganancias tan elevadas de su hija. Sorprendida y moralmente rota por ello, la madre de Tanya se suicida inmolándose con gas en su apartamento. Skein, vecina de Tanya huele el gas en el apartamento e irrumpe, golpeando la ventana. La consigue sacar del apartamento y trata de revivirla, pero no lo consigue.  Llama a los vecinos buscando ayuda. En ese momento en Suecia, Tanya mira hacia atrás y su intuición le dice que algo malo ha ocurrido. Presa del pánico, abandona a su amante, salta al coche y comienza a conducir hacia el aeropuerto y muere en un accidente de coche. El drama del episodio final se ve reforzado por la canción popular rusa “Tramp” ("en las estepas salvajes de Transbaikal ..."), que es el leitmotiv de la película.

## Reparto
- Elena Yakovleva como Tanya Zaytseva
- Tomas Laustiola como Edvard Larsen, marido de Tanya (voz por Aleksandr Belyavsky)
- Larisa Malevannaya como Alla Sergeyevna Zaytseva, madre de Tanya
- Anastasiya Nemolyaeva como Lyalya, enfermera amiga de Tanya
- Ingeborga Dapkūnaitė como Kisulya, prostituta
- Lyubov Polishchuk como Zina Meleyko, prostituta
- Irina Rozanova como Sima Gulliver, prostituta
- Natalia Shchukina como Natalya «Colegiala», prostituta

- Martinsh Vilsons como Victor, camionero
- Vsevolod Shilovsky como Nikolay Platonovich Zaytsev, padre de Tanya
- Zinovy Gerdt como Boris Semenovich, director médico
- Valeriy Khromushkin como Volodya, organizador sindical del hospital
- Maria Vinogradova como Sergeevna, enfermera
- Igor Vetrov como Anatoliy A. Kudryavtsev capitán de policía
- Gennady Sidorov como Zhenya, teniente de policía
- Tatyana Agafonova como Verka, ex prostituta de Moscú viviendo en Suecia
- Torsten Wahlund como Gunvald, compañero de trabajo de Edvard
- Sergey Bekhterev como camarero
- Anna Frolovtseva como empledada de FRRO
- Mintai Utepbergenov como empresario japonés

- Igor Efimov como conserje del hotel

## Premios
3 victorias y 1 nominación. Elena Yakovleva ha ganado el premio a la mejor actriz en Nika en 1990, y el Festival Internacional de Cine de Tokio, 1989.